# Фонтен-ле-Дижон
Фонте́н-ле-Дижо́н (фр. Fontaine-lès-Dijon) — коммуна во Франции, находится в регионе Бургундия. Департамент коммуны — Кот-д’Ор. Входит в состав кантона Фонтен-ле-Дижон. Округ коммуны — Дижон.
Код INSEE коммуны — 21278.

## Население
Население коммуны на 2010 год составляло 9114 человек.
| 1962 | 1968 | 1975 | 1982 | 1990 | 1999 | 2010 |
| ---- | ---- | ---- | ---- | ---- | ---- | ---- |
| 2687 | 3698 | 5010 | 7066 | 7856 | 8872 | 9114 |

## Экономика
В 2010 году среди 5628 человек трудоспособного возраста (15—64 лет) 4043 были экономически активными, 1585 — неактивными (показатель активности — 71,8 %, в 1999 году было 69,0 %). Из 4043 активных жителей работали 3739 человек (1839 мужчин и 1900 женщин), безработных было 304 (153 мужчины и 151 женщина). Среди 1585 неактивных 661 человек были учениками или студентами, 646 — пенсионерами, 278 были неактивными по другим причинам.